# Puchar Louisa Vuittona

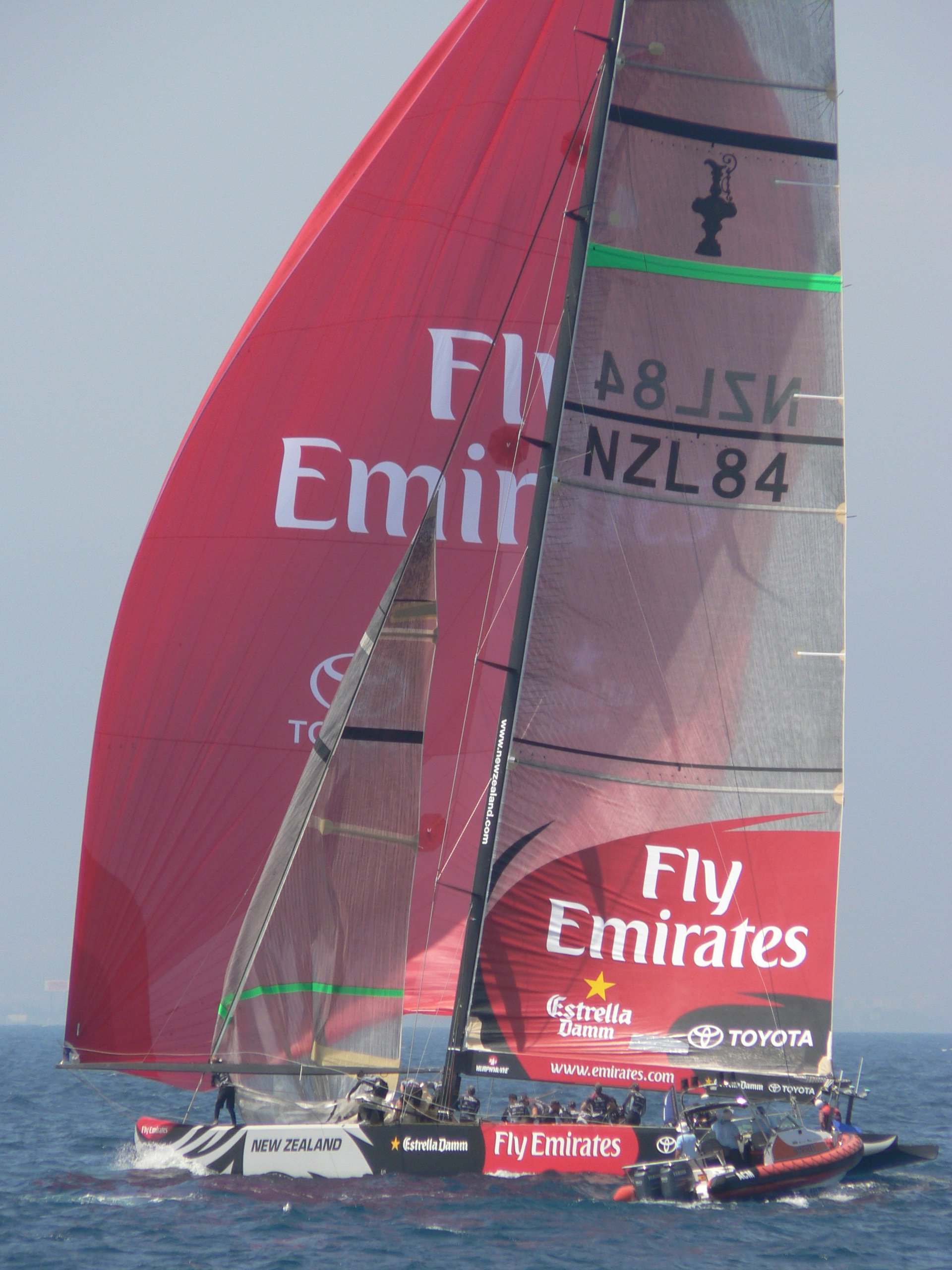
Emirates Team New Zealand
(NZL 84, NZL 92) triumfatorzy LV Cup w 2007 r.

Puchar Louisa Vuittona (ang.: Louis Vuitton Cup) – jeden z najbardziej prestiżowych pucharów w jachtingu zwłaszcza w związku z Pucharem Ameryki. Pretendent do tytułu Pucharu Ameryki musi najpierw wygrać puchar Louis Vuitton pokonując innych pretendentów do Pucharu Ameryki.

## Historia
W 1970, po raz pierwszy w historii Pucharu Ameryki, wielu międzynarodowych pretendentów walczyło o prawo konkurowania z New York Yacht Club, obrońcą pucharu (w 1964 dwie załogi brytyjskie walczyły o to prawo ale zawody nie zostały nazwane międzynarodowe). Ten tryb zawodów przetrwał do dzisiaj, z pominięciem regat w 1988 roku, gdy do walki stanął tylko jeden – nowozelandzki pretendent. W 1993 Louis Vuitton zaoferował puchar dla zwycięzcy tych zawodów.

### Zwycięzcy LV Cup
| Edycja | Rok  | Jacht                     | Numer  | Bandera       | Klub                             | Akwen                   |
| ------ | ---- | ------------------------- | ------ | ------------- | -------------------------------- | ----------------------- |
|        | 1983 | Australia II              | KA 6   | Australia     | Royal Perth Yacht Club           | Newport, USA            |
|        | 1987 | Stars and Stripes         | US 55  | USA           | San Diego Yacht Club             | Fremantle, Australia    |
|        | 1988 | --                        | --     | --            | --                               | --                      |
|        | 1992 | Il Moro di Venezia        | ITA 16 | Włochy        | Compagnia della Vela             | San Diego, USA          |
|        | 1995 | Black Magic               | NZL 32 | Nowa Zelandia | Royal New Zealand Yacht Squadron | San Diego, USA          |
|        | 2000 | Luna Rossa                | ITA 45 | Włochy        | Yacht Club Punta Ala             | Auckland, Nowa Zelandia |
|        | 2003 | Alinghi                   | SUI 64 | Szwajcaria    | Société Nautique de Genève       | Auckland, Nowa Zelandia |
|        | 2007 | Emirates Team New Zealand | NZL 92 | Nowa Zelandia | Royal New Zealand Yacht Squadron | Walencja, Hiszpania     |
|        | 2010 | --                        | --     | --            | --                               | --                      |

## Zasady
Formuła regat o Puchar Louisa Vuittona, to tzw. match race (jeden na jeden), składa się z następujących etapów:
- Round Robins / II serie (Każdy spotka się z każdym jeden raz w obu seriach, 4 najlepszych przechodzi dalej)
- Półfinały (Zwycięzca Round Robins uzyskuje prawo wyboru przeciwnika, z którym będzie walczył o awans do finału LVC w formule do pięciu wygranych (best of nine). 2 para rywalizuje w takiej samej formule. Możliwy jest wynik 5:4, wtedy rywalizacja będzie trwała 9 rund, 2 najlepszych przechodzi dalej)
- Finały (Zwycięzca LV Cup uzyskuje prawo walki o Puchar Ameryki z jego obrońcą)

## Edycje regat

### LV Cup 2007
syndykaty walczące o prawo wejścia do finału Pucharu Ameryki w ostatniej edycji pucharu:
- Areva Challenge (Cercle de la Voile de Paris) - FRA 93
- BMW ORACLE Racing¹ (Golden Gate Yacht Club) - USA 71, USA 76, USA 87, USA 98
- China Team (Qingdao International Yacht Club) - CHN 95
- Desafio Español¹ (Real Federación Española de Vela) - ESP 88, ESP 97
- Emirates Team New Zealand¹ (Royal New Zealand Yacht Squadron) - NZL 84, NZL 92
- Luna Rossa Challenge¹ (Yacht Club Italiano) - ITA 86, ITA 94
- Mascalzone Latino (Capitalia Team Reale Yacht Club Canottieri Savoia) - ITA 90, ITA 99
- +39 Challenge (Circolo Vela Gargnano) - ITA 85
- United Internet Team Germany (Deutscher Challenger Yacht Club) - GER 89, GER 101
- Shosholoza (Royal Cape Yacht Club) - RSA 48, RSA 83
- Victory Challenge (Gamla Stans Yacht Sällskap - Stockholm) - SWE 96

¹ - przeszli do półfinałów LV Cup.
| Jacht                     | Numer  | Bandera           | Klub                             | wynik |
| ------------------------- | ------ | ----------------- | -------------------------------- | ----- |
| Emirates Team New Zealand | NZL 92 | Nowa Zelandia     | Royal New Zealand Yacht Squadron | 5:2   |
| Desafío Español 2007      | ESP 97 | Hiszpania         | Real Federación Española de Vela | 5:2   |
| Luna Rossa                | ITA 94 |                   | Yacht Club Italiano              | 5:1   |
| BMW ORACLE Racing         | USA 98 | Stany Zjednoczone | Golden Gate Yacht Club           | 5:1   |

| Jacht                     | Numer  | Bandera       | Klub                             | wynik |
| ------------------------- | ------ | ------------- | -------------------------------- | ----- |
| Luna Rossa                | ITA 94 |               | Yacht Club Italiano              | 0:5   |
| Emirates Team New Zealand | NZL 92 | Nowa Zelandia | Royal New Zealand Yacht Squadron | 0:5   |